# Tolpia sarawakia
Tolpia sarawakia là một loài bướm đêm thuộc họ Erebidae. Nó được tìm thấy ở Malaysia.
Sải cánh dài khoảng 13 mm. Cánh dưới màu nâu và phía dưới màu nâu đồng nhất.